# Tour de Pologne 1963
20. edycja wyścigu kolarskiego Tour de Pologne odbyła się w dniach 24–31 sierpnia 1963. Rywalizację rozpoczęło 90 kolarzy, a ukończyło 43. Łączna długość wyścigu – 1482 km.
Jak na okrągły jubileusz wyścigu, organizatorzy nie zadbali o odpowiednią oprawę i frekwencję. Na starcie stanęły tylko trzy ekipy zagraniczne (Holandia, Belgia i NRD), którzy nie przywieźli silnego składu. Pierwsze miejsce w klasyfikacji generalnej zajął Stanisław Gazda (Start), drugie Stanisław Pawłowski (LZS), a trzecie Józef Beker (LZS).
Sędzią głównym wyścigu był Zbigniew Kubisiak.

## Etapy
| Etap      | Data        | Start – meta                               | Długość (km) | Zwycięzca etapu     | Lider               |
| I etap    | 24 sierpnia | Warszawa – Ostrowiec Świętokrzyski         | 170          | Marien Van Ginneken | Marien Van Ginneken |
| II etap   | 25 sierpnia | Ostrowiec Świętokrzyski – Tarnów           | 185          | Jan Kudra           | Jan Kudra           |
| III etap  | 26 sierpnia | Tarnów – Zakopane                          | 181          | Tadeusz Zadrożny    | Jan Kudra           |
| IV etap   | 27 sierpnia | Zakopane – Rybnik                          | 244          | Ryszard Zapała      | Jan Kudra           |
| V etap    | 28 sierpnia | Rybnik – Brzeg                             | 158          | Józef Staroń        | Jan Kudra           |
| VI etap   | 29 sierpnia | Brzeg – Legnica                            | 177          | Jan Chtiej          | Ryszard Zapała      |
| VII etap  | 30 sierpnia | Legnica – Ostrów Wielkopolski              | 188          | Rajmund Zieliński   | Józef Beker         |
| VIII etap | 31 sierpnia | Ostrów Wielkopolski – Piotrków Trybunalski | 179          | Jan Chtiej          | Stanisław Gazda     |

## Końcowa klasyfikacja generalna

### Klasyfikacja indywidualna
| Poz. | Zawodnik            | Kraj     | Zespół   | Czas (średnia km/h)       |
| ---- | ------------------- | -------- | -------- | ------------------------- |
| 1.   | Stanisław Gazda     | Polska   | Start    | 37h 26' 09" (39,588 km/h) |
| 2.   | Stanisław Pawłowski | Polska   | LZS      | +03' 49"                  |
| 3.   | Józef Beker         | Polska   | LZS      | +06' 22"                  |
| 4.   | Rajmund Zieliński   | Polska   | LZS      | +08' 29"                  |
| 5.   | Jan Kudra           | Polska   | CRZZ     | +08' 55"                  |
| 6.   | Eugeniusz Pokorny   | Polska   | LZS      | +09' 30"                  |
| 7.   | Ryszard Zapała      | Polska   | LZS      | +10' 25"                  |
| 8.   | Marien Van Ginneken | Holandia | Holandia | +11' 23"                  |
| 9.   | Antoni Palka        | Polska   | LZS      | +12' 21"                  |
| 10.  | Józef Staroń        | Polska   | CRZZ     | +14' 20"                  |

### Klasyfikacja drużynowa
Klasyfikacji drużynowej nie przeprowadzano.

### Klasyfikacja najaktywniejszych
| 1. | Rajmund Zieliński | Polska | 85 pkt |
| 2. | Józef Beker       | Polska | 81 pkt |
| 3. | Jan Kudra         | Polska | 72 pkt |
| 4. | Jan Chtiej        | Polska | 48 pkt |
| 5. | Antoni Palka      | Polska | 45 pkt |

### Klasyfikacja górska
| 1. | Jan Kudra        | Polska | 10 pkt |
| 2. | Andrzej Bławdzin | Polska | 8 pkt  |
| 3. | Marian Chojnacki | Polska | 6 pkt  |
| 4. | Józef Beker      | Polska | 5 pkt  |
| 5. | Tadeusz Zadrożny | Polska | 5 pkt  |

### Klasyfikacja na najszybszego kolarza
| 1. | Rajmund Zieliński | Polska | 17 pkt |
| 2. | Ryszard Zapała    | Polska | 11 pkt |
| 3. | Jan Magiera       | Polska | 10 pkt |
| 4. | Józef Beker       | Polska | 7 pkt  |
| 5. | Jan Kudra         | Polska | 6 pkt  |